# Líbano en los Juegos Olímpicos de Seúl 1988
Líbano estuvo representado en los Juegos Olímpicos de Seúl 1988 por un total de 21 deportistas, 19 hombres y 2 mujeres, que compitieron en 8 deportes.
El equipo olímpico libanés no obtuvo ninguna medalla en estos Juegos.